# Fusi di testa
Fusi di testa (Wayne's World) è un film del 1992 diretto da Penelope Spheeris con protagonisti Mike Myers e Dana Carvey. È tratto dagli sketch comici dei due attori al Saturday Night Live. Spesso, durante il film, sia il protagonista Wayne che Garth rompono la quarta parete, parlando direttamente in camera con gli spettatori.
Nel 1993 è uscito il seguito Fusi di testa 2 - Waynestock (Wayne's World 2).

## Trama
Ad Aurora, nell'Illinois, Wayne Campbell e Garth Algar, amici da sempre, conducono dallo scantinato della casa dei genitori del primo un piccolo show televisivo chiamato Il mondo di Wayne che spopola tra i giovani; una sera Benjamin Oliver, un produttore televisivo, li nota e incarica il suo assistente Russell Finley di scoprire dove si trovi il set. Il giorno dopo Benjamin e Russell li vanno a trovare e ottengono dai ragazzi i diritti sul loro show.
Wayne, grazie ai soldi dell'affare, si toglie qualche sfizio e una sera conosce in un locale Cassandra, una giovane cantante di cui presto si innamora ricambiato; Benjamin, tuttavia, mette anch'egli gli occhi addosso alla ragazza e promettendole una grande carriera nella musica riesce a soffiarla a Wayne. Dopo essere stato licenziato dallo show per aver preso in giro lo sponsor in diretta essendo rimasto deluso per il taglio commerciale dato al programma, Wayne si lascia con Cassandra e litiga anche con Garth.
Wayne, accortosi degli errori commessi, si riappacifica con Garth e grazie a lui e al resto dei suoi amici si riappropria del programma e ritorna con Cassandra dopo averle fatto ottenere un contratto con un famoso impresario musicale.

## Camei
Il film si avvale di diversi camei: appaiono infatti il cantante Alice Cooper e la sua band nel ruolo di se stessi, Chris Farley come il buttafuori al concerto di Cooper che informa i ragazzi su come contattare il produttore, il cantante Meat Loaf come il gestore del locale dove Wayne conosce Cassandra e Robert Patrick in una parodia del suo ruolo in Terminator 2 - Il giorno del giudizio.

## Colonna sonora
La colonna sonora del film comprende vari brani rock ed heavy metal di artisti come Queen, Black Sabbath, Red Hot Chili Peppers, Alice Cooper, Jimi Hendrix ed Eric Clapton. Pubblicata il 18 febbraio del 1992, ottenne due dischi di platino da parte della RIAA.
Bohemian Rhapsody dei Queen venne impiegata nella scena iniziale, divenuta nel corso del tempo una delle sequenze più iconiche del film e rimanendo impressa nell'immaginario collettivo. Fu Mike Myers ad insistere per usare la canzone, minacciando di abbandonare l'intero film quando il produttore Lorne Michaels inizialmente spinse per scegliere invece un brano dei Guns N' Roses, in quel momento al picco della loro fama: Myers, volendo l'approvazione della band inglese, inviò una cassetta contenente la scena a Brian May, che a sua volta la fece vedere a Freddie Mercury; il cantante, affetto da AIDS e all'epoca nelle fasi terminali della malattia, trovò la scena molto divertente e diede il suo benestare. L'uscita del film incrementò il volume di vendite e la diffusione della canzone, che nello stesso anno raggiunse la seconda posizione nella Billboard Hot 100 (dopo che aveva già ottenuto il nono posto in classifica nel 1976).

## Riconoscimenti
- 1992 - MTV Movie Awards
  - Miglior coppia a Dana Carvey e Mike Myers

## Altri media
Nel 1993 uscirono due videogiochi tratti con licenza ufficiale dal film, Wayne's World per le più diffuse console, platform della THQ, e Wayne's World per MS-DOS, avventura grafica della Capstone Software.
Anche Argonaut stava sviluppando una versione per il mai uscito SNES CD. Non si sa niente del gameplay, le uniche informazioni note sono che Argonaut aveva pianificato di includere filmati presi dal film e "un sacco di musica heavy metal".